# Aleksander Rozmus
Aleksander Józef Rozmus (ur. 18 stycznia 1901 w Zakopanem, zm. 18 kwietnia 1986 w Ennery pod Paryżem) – polski narciarz, skoczek i kombinator norweski, olimpijczyk z Sankt Moritz. Reprezentant zakopiańskich klubów: SN PTT, Sokoła i Wisły. Dwukrotny mistrz i czterokrotny wicemistrz Polski w skokach narciarskich, ponadto wicemistrz w kombinacji norweskiej.

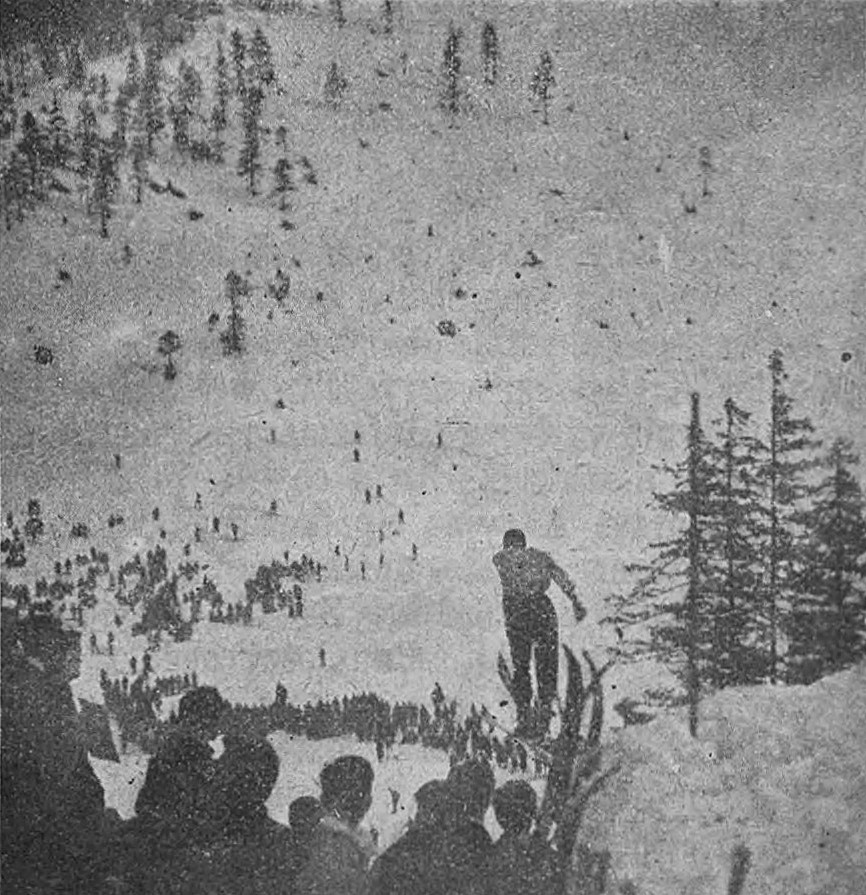
Aleksander Rozmus podczas zwycięskich MP 1922

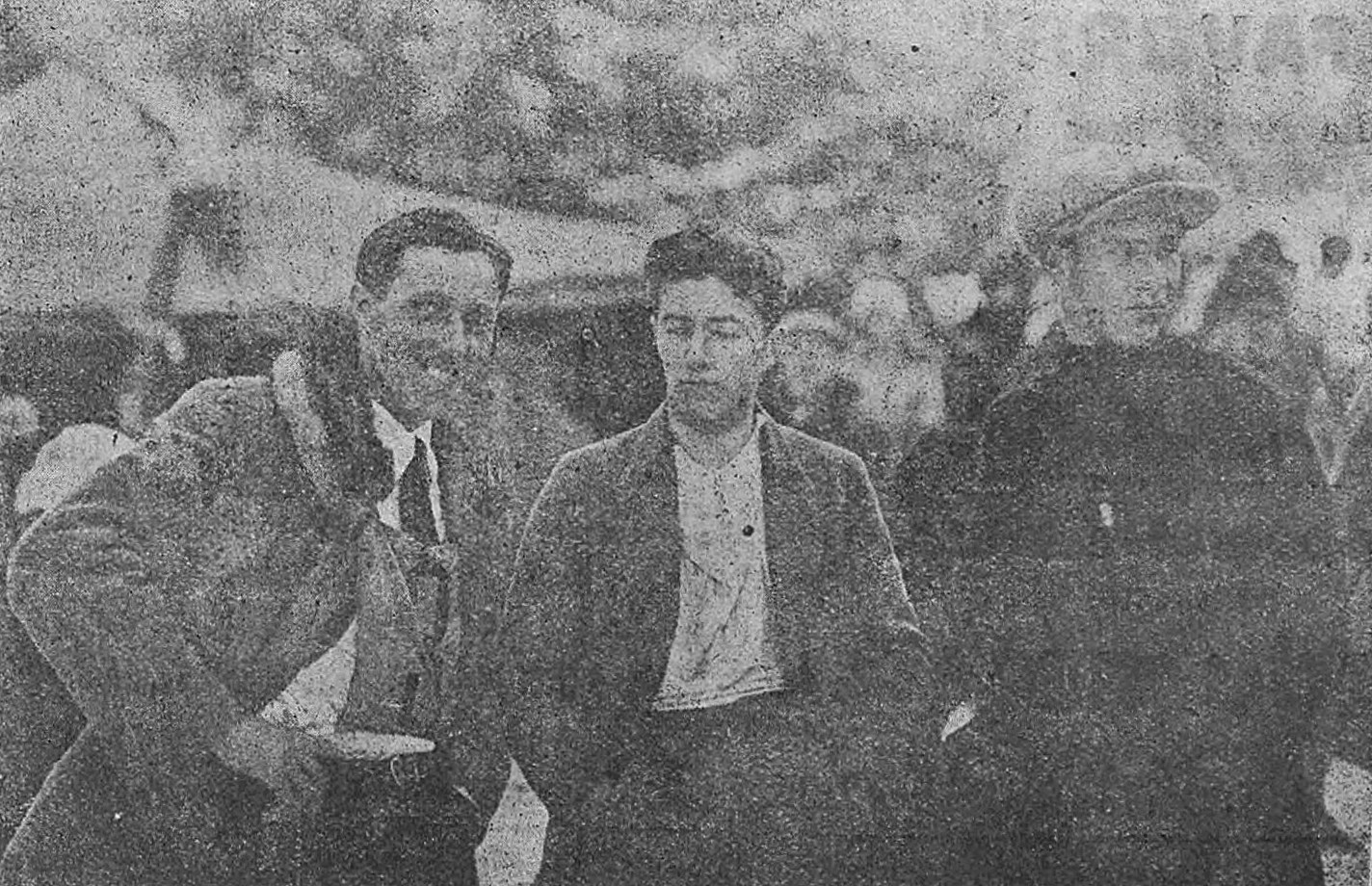
Franciszek Bujak, Aleksander Rozmus, Mikenbrun (1923)

## Przebieg kariery
Rozmus po zdaniu matury w zakopiańskim gimnazjum pracował jako urzędnik. Narciarstwo zaczął uprawiać jeszcze jako uczeń gimnazjum i w tym czasie pierwszy raz wystartował w zawodach narciarskich występując w barwach SN PTT Zakopane. W roku 1920 wystartował w pierwszych związkowych mistrzostwach Polski, zajmując ostatnie miejsce zarówno w konkursie skoków, jak i w biegu na 18 km. W ciągu jednego roku dokonał jednak znaczącego postępu, zwłaszcza w technice skoku. W 1921 został mistrzem Polski w skokach, uzyskując wówczas odległość 22 metrów na skoczni w Jaworzynce, wygrywając zawody przed Leszkiem Pawłowskim z Czarnych Lwów i Franciszkiem Bujakiem z SN PTT i ustanawiając rekord krajowy. Wcześniej, na otwarciu tej skoczni, swój skok zakończył upadkiem. W 1922 był pierwszy w skokach na międzynarodowych zawodach narciarskich w Zakopanem (oddał najdłuższy skok na 22,5 m), a w sztafecie zajął 2. miejsce. W Worochcie obronił tytuł mistrza kraju. Po raz kolejny pobił rekord skoczni i Polski w Jaworzynce uzyskując 27 metrów. Zdobył też brązowy medal w dwuboju. Z wynikiem 18 metrów został pierwszym rekordzistą skoczni w Krakowie.

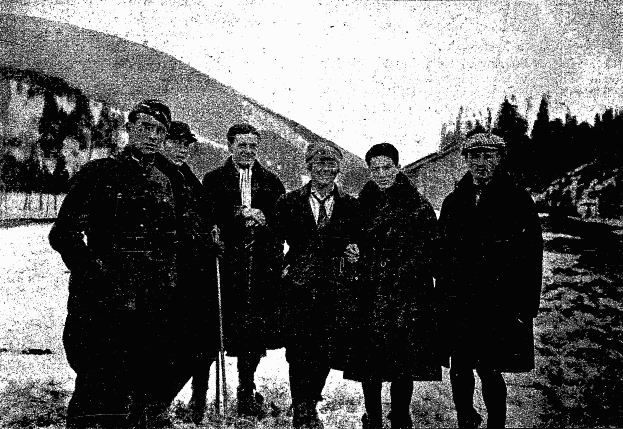
Grupa polskich narciarzy podczas zawodów w Worochcie w 1922 roku. Aleksander Rozmus drugi z lewej.

W styczniu 1923 Rozmus na obiekcie w Jaworzynce osiągnął odległość 30,5 m, bijąc własny rekord kraju. Skoki rozegrano w trzech kategoriach: seniorów I i II klasy oraz młodszych. Rozmus słynął wówczas z faktu, iż wraz z Henrykiem Mückenbrunnem, szusował na nartach w stromych żlebach w Tatrach. Na zakończenie kursu prowadzonego przez niemieckiego trenera Seppa Bildsteina Rozmus był 2. w skokach i 3. w slalomie na mistrzostwach Polski. Był 19. w skokach na mistrzostwach Szwajcarii w Grindelwaldzie, 3. w skokach i 29. w biegu na 22 km w Luchon (Coupe de France – Puchar Francji) i 22. w skokach w Semmeringu, w Austrii. Były to jedne z pierwszych międzynarodowych występów polskich skoczków poza granicami Polski, nie licząc startów w Czechosłowacji. W 1924 był 6. w skokach na zawodach w Szumawie (Czechosłowacja). 
W 1925 startował na zawodach FIS w Jańskich Łaźniach, gdzie był 46. w skokach i 59. w biegu na 18 km w I klasie. Został ponadto wicemistrzem Polski w kombinacji i w skokach. W 1927 startował w zawodach FIS w Cortina d’Ampezzo; w kombinacji norweskiej był 24., w skokach 25., a w biegu 38. W styczniu 1928 podczas eliminacji przedolimpijskich, rozgrywanych w ramach mistrzostw Zakopanego, Rozmus zajął drugie miejsce i został zakwalifikowany do polskiej reprezentacji na Igrzyska Zimowe w St. Moritz. Był już wówczas zawodnikiem sekcji narciarskiej Wisły Zakopane. W Szwajcarii startował w dniach 17 i 18 lutego w kombinacji klasycznej, w której to konkurencji był 22. (24. w biegu na 18 km i 10. w skokach, w których odległością 56,5 m ustanowił nowy rekord Polski; w pierwszej serii wylądował na 49 m) oraz 18 lutego w konkursie skoków, zajmując w nim 25. miejsce z notą 13,166 pkt. Miał skoki o długości 41 m i 53 m. Po powrocie do kraju wywalczył srebro na MP w skokach.
W 1929 startował na zawodach FIS w Zakopanem. W konkursie, który odbył się 5 lutego, przy prawie 30 stopniach mrozu, na Krokwi Rozmus oddał skoki na odległość 48 m i 49 m, z czego ten pierwszy zakończył upadkiem i w związku z tym zajął odległą 37. lokatę. W 1930 zdobył swój ostatni – srebrny – medal skokowych mistrzostw Polski.

## Po zakończeniu kariery
W sierpniu 1939 został zmobilizowany do Wojska Polskiego i uczestniczył w kampanii wrześniowej, a następnie w czasie okupacji niemieckiej był kurierem tatrzańskim i działał w polskim ruchu oporu. Wkrótce po roku 1940 udało mu się przedostać do Francji i tam działał przeciwko okupantom we francuskim podziemiu. Po zakończeniu II wojny światowej nie powrócił już do Polski i na stałe zamieszkał we Francji pracując tam, między innymi, jako instruktor narciarski w Chamonix, razem z Henrykiem Mückenbrunnem. 
Zmarł 18 kwietnia 1986 w Ennery pod Paryżem. Został pochowany na paryskim cmentarzu Père-Lachaise.

## Ordery i odznaczenia
- Srebrny Krzyż Zasługi (19 marca 1931)[8]

## Osiągnięcia

### Igrzyska olimpijskie
| 1928 Sankt Moritz | – | 22. miejsce (w kombinacji klasycznej), 25. miejsce (w skokach) |

#### Starty A. Rozmusa w konkursach skoków naigrzyskach olimpijskich– szczegółowo
| Miejsce | Dzień     | Rok  | Miejscowość  | Skocznia       | Konkurs  | Skok 1 | Skok 2 | Nota       | Strata    | Zwycięzca    |
| ------- | --------- | ---- | ------------ | -------------- | -------- | ------ | ------ | ---------- | --------- | ------------ |
| 25.     | 18 lutego | 1928 | Sankt Moritz | Olympiaschanze | indywid. | 41,0 m | 53,0 m | 13,166 pkt | 6,042 pkt | Alf Andersen |

#### Starty A. Rozmusa w kombinacji naigrzyskach olimpijskich– szczegółowo
| Miejsce | Dzień     | Rok  | Miejscowość  | Dyscyplina/konkurencja                    | Wynik      | Strata     | Zwycięzca            |
| ------- | --------- | ---- | ------------ | ----------------------------------------- | ---------- | ---------- | -------------------- |
| 22.     | 18 lutego | 1928 | Sankt Moritz | kombinacja norweska skoki + bieg na 18 km | 8,781 pkt. | 9,052 pkt. | Johan Grøttumsbråten |

### Mistrzostwa świata w narciarstwie klasycznym
| 1925 Jańskie Łaźnie    | – | 46. miejsce (w skokach), 59. miejsce (w biegu na 18 km)                                        |
| 1927 Cortina d’Ampezzo | – | 24. miejsce (w kombinacji norweskiej), 25. miejsce (w skokach), 38. miejsce (w biegu na 18 km) |
| 1929 Zakopane          | – | 37. miejsce (w skokach)                                                                        |

### Sukcesy krajowe
- mistrz Polski w skokach: 1921, 1922
- wicemistrz Polski w skokach: 1923, 1925, 1928, 1930
- wicemistrz Polski w kombinacji klasycznej: 1925
- brązowy medalista MP w kombinacji klasycznej: 1922.